# Oswaldo Aranha

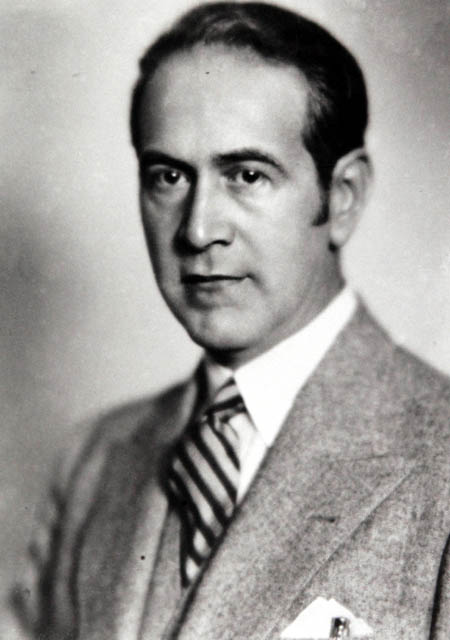
Oswaldo Aranha

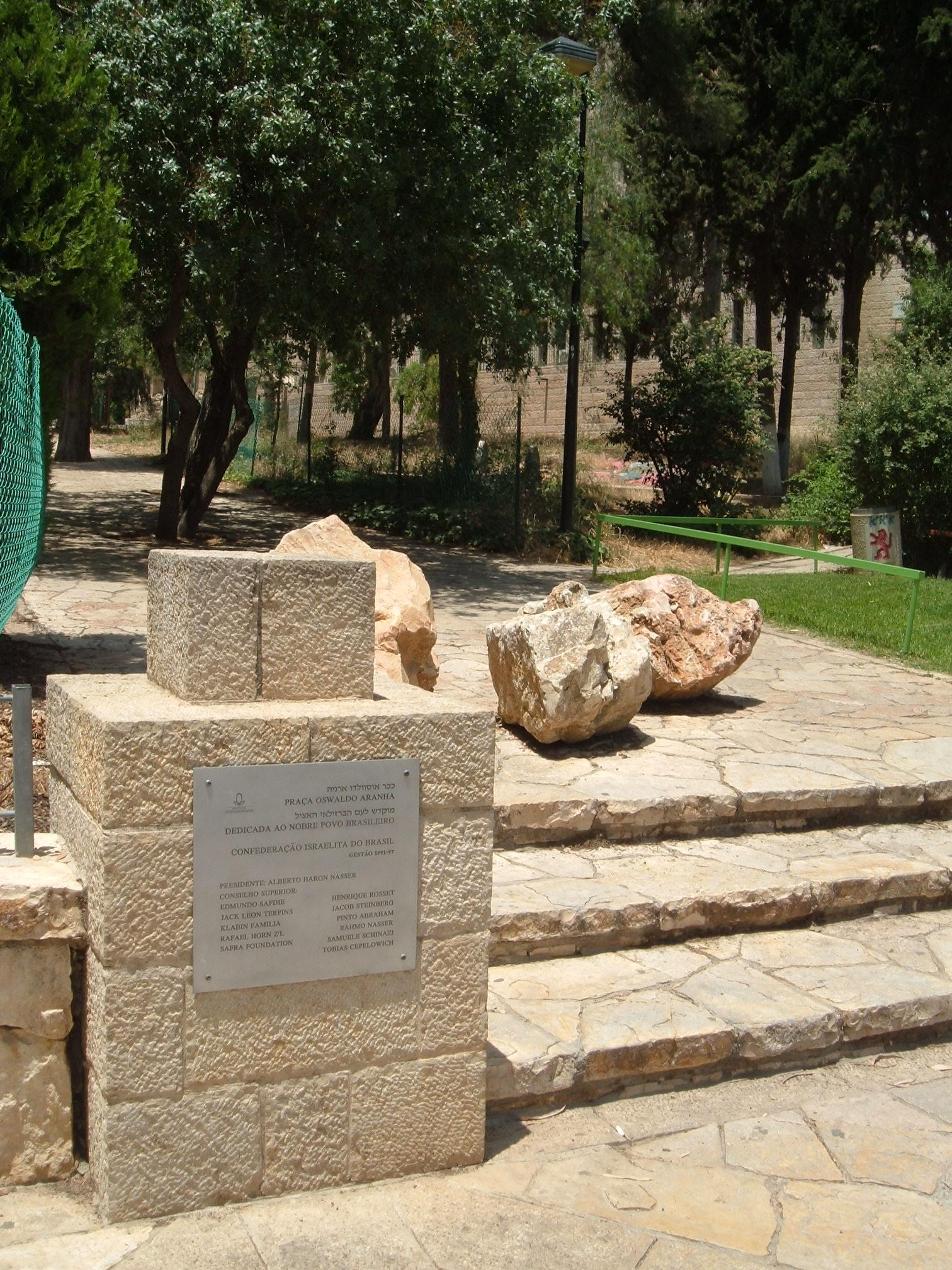
Gedenktafel zu Ehren Aranhas in Jerusalem

Osvaldo Euclides de Sousa Aranha (* 15. Dezember 1894 in Alegrete, Rio Grande do Sul; † 27. Januar 1960 in Rio de Janeiro) war ein brasilianischer Politiker und Diplomat. Er war von 1934 bis 1937 Botschafter in den USA, danach von 1937 bis 1945 Außenminister von Brasilien.

## Leben
Osvaldo Euclides de Sousa Aranha war der Sohn von Luiza de Freitas Valle Aranha. und Euclides Egydio de Souza Aranha (* 1864; † 1929), Bruder von Olavo Egídio de Souza Aranha (* 1. Oktober 1862 in Campinas; † 6. März 1928). Vom 16. November 1931 bis 24. Juli 1934 war er Finanzminister. Durch sein Verhandlungsgeschick gewährte die USA dem lateinamerikanischen Staat 1939 Kredite im Wert von 70 Millionen Dollar. Trotz seiner Vermittlungsbemühungen konnte er den Krieg zwischen Ecuador und Peru, der am 5. Juli 1941 begann, nicht verhindern.
Aranha war Vorsitzender der 1. Sondersitzung der UN-Generalversammlung und deren Präsident während der 2. Sitzungsperiode. Er war ein Anhänger des Panamerikanismus und unterstützte die Gründung des Staates Israel.

## Ehrungen
- 1948: Ehrenmitgliedschaft der Amerikanischen Gesellschaft für internationales Recht
- 1954: Großkreuz des Verdienstordens der Bundesrepublik Deutschland